# Binnenmajuskel

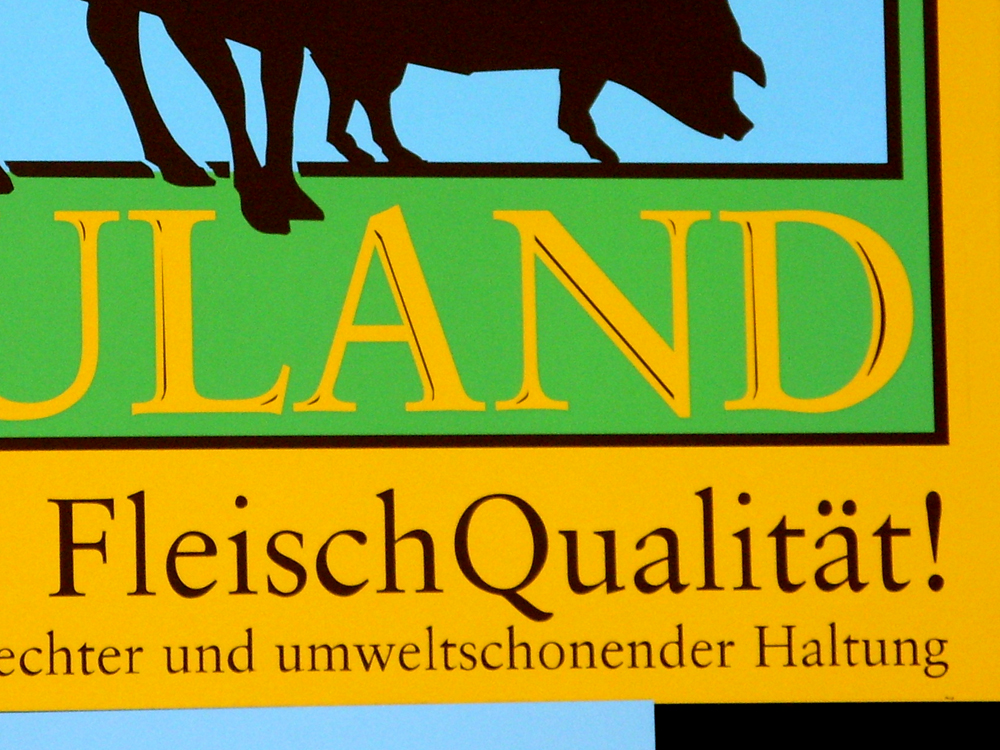
FleischQualität – Binnenmajuskel in der Werbung

Binnenmajuskel (die) (Mhd.: be- und innen ‚innerhalb‘ und lat.: maiusculus ‚etwas größer‘), auch der Binnenversal, die Binnenversalie oder Camelcase (letzteres gebräuchlich in der Informatik), nennt man einen Großbuchstaben (Versalie, Majuskel) im Innern eines Wortes, das nicht komplett in Großbuchstaben geschrieben ist.

## Verwendung
Die Binnenmajuskel wird in Lateinschriften verwendet, um einzelne semantische Bestandteile (Lexeme) zu betonen, also morphologische Kriterien auch orthographisch zu kennzeichnen.

### Deutsche Sprache

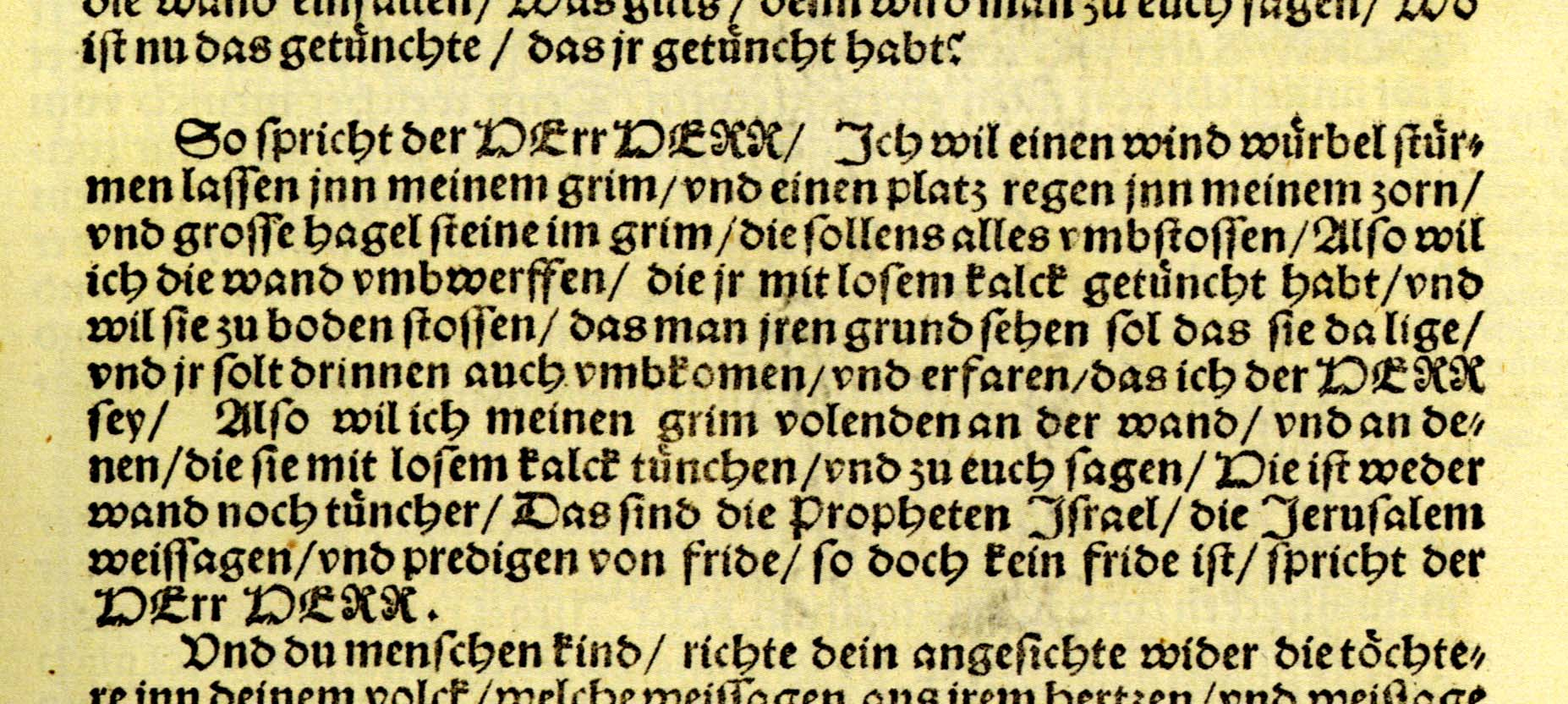
„So spricht der HErr HERR“, Hesekiel 13, aus der Lutherbibel von 1534

Im Deutschen finden sich Binnenmajuskeln bei verschiedenen Autoren aus der Zeit vor der Vereinheitlichung der Rechtschreibung, die konsequent bei zusammengesetzten Substantiven alle Teilwörter großschrieben („RechenMaschine“). Aus anderen Gründen zu einer Binnenmajuskel führte die Größer-als-Großschreibung der Namen Gottes (GOtt, HErr), die vor allem während des Barocks weitverbreitet war. In der Lutherbibel dient die Binnenmajuskel E in HErr (neben der durchgehenden Schreibweise in Versalien: HERR) bis heute zur Unterscheidung des Gottesnamens JHWH = GOTT (gesetzt als HErr) vom allgemeinen Herrn (hebr. adnj). Als Beispiel siehe das Bild.

#### Schreibregeln
Das amtliche Regelwerk der deutschen Rechtschreibung sieht eine Schreibung mit Binnenmajuskeln nicht vor; die Ausnahme dieser Regel bilden Eigennamen wie z. B. GutsMuths, McPherson oder DeJong. Seit einiger Zeit jedoch finden Binnenmajuskeln immer größere Verbreitung, insbesondere bei Markennamen und in der Werbung. Häufig werden sie in Produktnamen verwendet, weil eine besondere Schreibweise als Markenname geschützt werden kann, z. B. NetCologne. Ein bekanntes frühes Beispiel aus dem Englischen ist CinemaScope. Vorreiter in Deutschland waren frühzeitig der Computerhersteller Apple (macOS, iPhone, ColorSync, AirPort) und später die Deutsche Bahn mit Begriffen wie BahnCard und RegionalExpress (mittlerweile Regional-Express). Besonders häufig wird dies in Komposita dann eingesetzt, wenn parallel ein Akronym aus den Majuskeln gebräuchlich und womöglich bekannter ist, beispielsweise ICE für InterCityExpress (mittlerweile offiziell Intercity-Express).

#### Binnen-I
Eine Form der Binnenversalie ist das Binnen-I, z. B. in LeserInnen. Es hat sich etwa in feministischen Medien als Ersatz für das dort unerwünschte generische Maskulinum, aber auch in Gesetzestexten (vgl. etwa ArbeitnehmerInnenschutzgesetz) eingebürgert, wird aber inzwischen zunehmend durch eine Form wie „Arbeitnehmer- und Arbeitnehmerinnenschutzgesetz“ ersetzt (s. Gender-Mainstreaming).

### Weitere Sprachen
In einigen Bantusprachen wie isiZulu, isiXhosa und isiNdebele bezeichnet ein Großbuchstabe den Beginn des Wortstammes, wenn dieser ein Eigenname ist.
Auch im Irischen wird der Wortstamm gebeugter Wörter, die ein Präfix erhalten, durch einen Großbuchstaben verdeutlicht. So bedeutet Sliabh na mBan „Berg der Frauen“, wobei mBan die gebeugte Form von bean „Frau“ ist. Bestimmte traditionelle Schreibungen von Familiennamen kennen die Binnenmajuskel; Beispiele sind schottische Namen wie McDonald oder MacIntosh, irische Namen wie FitzGerald oder FitzPatrick sowie niederländische Namen wie DeJong.
Das niederländische IJ muss am Wortanfang als zwei aufeinanderfolgende Großbuchstaben I und J geschrieben werden, wie etwa das IJsselmeer. Dies ist technisch gesehen jedoch keine Binnenmajuskel, da das IJ wie ein Buchstabe behandelt wird und von I+J unterschieden werden muss.
In der SAMPA-Lautschrift stellen Großbuchstaben bestimmte Laute dar.
Im Italienischen kann ein Großbuchstabe im Wort stehen, wenn an einen Infinitiv das höfliche Personalpronomen der dritten Person angefügt wird, so z. B. in „portarLe“ für „Ihnen bringen“.

### Foren und soziale Netzwerke
In sozialen Netzwerken und Foren ist teilweise aus technischen Gründen (mangels der Möglichkeit, Leerzeichen zu setzen) üblich, beispielsweise in Benutzernamen oder Hashtags die Binnenmajuskel zur Worttrennung zu verwenden, selbst dann, wenn das betreffende Wort eigentlich nicht großgeschrieben würde. Ausnahme bilden hier Situationen, die zur Majuskelhäufung führen würden. (meist bei Akronymen: #NSAAffaire → #nsaAffaire) (Außerdem wird die Großschreibung verlinkungstechnisch ignoriert, weshalb man so nicht – aus Versehen – Minimalpaare à la „#AaB – #aab“ schaffen kann.)
Fiktive Beispiele:
- #DieserBeispieltextZeigtDieFunktionsweiseVonBinnenmajuskelnInHashtags
- #BaconMitSpeck
- edited by TheExampleUser

Reale Beispiele:
- #BringBackOurGirls
- #VerdammtNormal
- #nsaAffaire
- NichtOhneSeifeWaschen (die Eselsbrücke, um sich die Reihenfolge (im Uhrzeigersinn) der Himmelsrichtungen zu merken)

Die Verwendung von Binnenmajuskeln in Hashtags ist empfohlene Praxis zur Barrierefreiheit.

### Programmiersprachen
Für Quelltexte von Computerprogrammen gibt es verschiedene Namenskonventionen für die Verwendung von Binnenversalien in Bezeichnern (zum Beispiel die Ungarische Notation, aber auch persönliche Konventionen), oder Binnenversalien werden einfach verwendet, um lange Namen übersichtlicher zu gestalten („checkInputBuffer“). Diese Schreibweise hat sich durchgesetzt, weil Bezeichner normalerweise keine Leerzeichen enthalten dürfen.
Wenn man von Camel Case (deutsch in etwa: „Kamel-Buchstabe“, in Anspielung an die Höcker eines Kameles) spricht, dann ist meist die „lowerCamelCase“-Variante gemeint, bei der bei Variablen der erste Buchstabe kleingeschrieben ist. Beispiel: myFloat als Bezeichnung einer Variablen. Oft findet man aber auch die „UpperCamelCase“-Variante, bei der der erste Buchstabe großgeschrieben wird. Diese wird auch „Pascal case“ genannt, nach der gleichnamigen Programmiersprache, bei der diese Form die Standardformatierung darstellt. Die Terminologie ist nicht einheitlich, bspw. ist es im .Net-Framework üblich, für die Variante mit Initialminuskel einfach von „Camel case“ und für die Variante mit Initialmajuskel von „Pascal case“ zu sprechen. In objektorientierten Programmiersprachen wie Java, aber auch in Basic, ist es üblich, den lowerCamelCase für die Namen von Variablen und Methoden zu verwenden und den UpperCamelCase für die Namen von Klassen. Bisweilen wird auch von „camel caps“ gesprochen für „Capitals“ (Großbuchstaben).
Eine alternative Lösung dieses Problems ist die Verwendung des Unterstrichs (snake case) oder Bindestrichs (kebap case) anstelle von Leerzeichen. Welche Variante verwendet wird, hängt vom Programmierstil und den Konventionen der Programmiersprache ab.
Die Variante mit dem Unterstrich findet man in C, Perl, PL/1 und in PHP (bis zu Version 4, danach blieb die Variante nur aus Gründen der Kompatibilität enthalten). In Sprachen aus der Lisp-Familie und in COBOL ist der Bindestrich üblich – daher auch „lisp-case“.

### Wiki-Links
Der Erfinder der Wiki-Systeme Ward Cunningham verwendete in seinem ursprünglichen WikiWikiWeb Binnenversalien, um Links innerhalb des Wikis zu erzeugen; man spricht hier von „CamelCase-Verlinkung“. Auf diese Weise ist die Wiki-Syntax sehr einfach, da Links nicht durch zusätzliche Zeichen als solche kenntlich gemacht werden müssen. So könnte in einer imaginären, auf CamelCase aufbauenden Wiki-Syntax die Eingabe
```
Besuche die Seite WikiPedia, um mehr über den [[Status (Arbeitsablauf)|Status]] des Projekts zu erfahren.
```

zu dieser Ausgabe werden:
Besuche die Seite WikiPedia, um mehr über den Status des Projekts zu erfahren.
Offensichtlich macht die Verwendung von CamelCase das Verlinken einfach, erschwert aber die Lesbarkeit des Textes, erzeugt gelegentlich unbeabsichtigte Links oder bietet doch kein ausreichendes Indiz für einen Link (etwa beim exemplarischen Wort Status). Prominente Wiki-Engines, die CamelCase verwenden, sind MoinMoin, TWiki, UseModWiki und WikiWikiWeb. Auch MediaWiki – die Software, unter der auch die Wikipedia betrieben wird – unterstützt diese Schreibweise für wiki-interne Links, allerdings ist sie standardmäßig deaktiviert.

## Beispiele
- 1953: CinemaScope
- 1972: PolyGram
- 1978: WordStar
- 1979: VisiCalc
- 1982: WordPerfect
- 1983: NetWare
- 1984: PostScript, LaserJet
- 1984: StarWriter
- 1985: PageMaker
- 1991: QuickTime, PowerBook
- 1992: OutKast, ThinkPad, BahnCard
- 1994: PlayStation, WikiWikiWeb
- 1995: easyJet, GoldenEye, FrontPage, eBay (im bis 2012 verwendeten Logo als „ebaY“ buchstabiert)
- 1997: AppleWorks, FlightGear, polenmARkT
- 1998: iMac, DaimlerChrysler, PricewaterhouseCoopers, BayArena
- 1999: BlackBerry, CloneCD, ExxonMobil, SpongeBob, ThyssenKrupp
- 2000: iPod, OpenOffice, FedEx (vorher Federal Express), GlaxoSmithKline
- 2001: iTunes, GameCube, iDrive, BitTorrent, JadeWeserPort
- 2002: ConocoPhillips, MediaWiki
- 2003: SpellForce
- 2005: iWork, YouTube
- 2006: MacBook, iTV
- 2007: iPhone, BioShock
- 2008: HafenCity
- 2009: StädteRegion Aachen
- 2010: iPad, AusweisApp, LibreOffice
- 2011: iCloud, SuperHeavy
- 2015: NordLink